# Namaquanthus
Genre
Classification phylogénétique
Namaquanthus L.Bolus est un genre de plante de la famille des Aizoaceae.
Namaquanthus L.Bolus, Notes Mesembr. 3: 257 (1954)
Type : Namaquanthus vanheerdei L.Bolus

## Liste des espèces
- Namaquanthus farinosus L.Bolus
- Namaquanthus vanheerdei L.Bolus